# Ofensiva de Yelnya

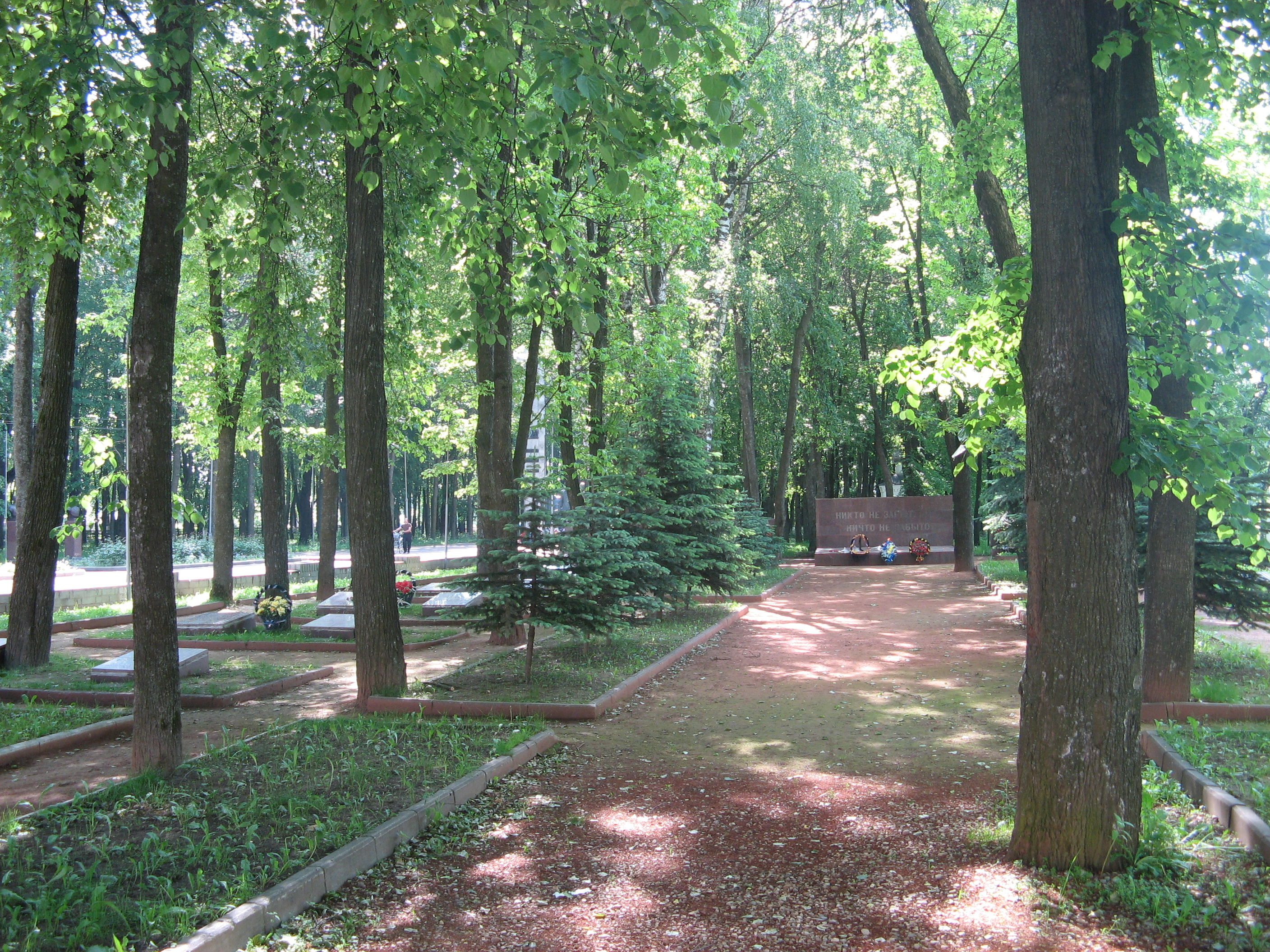
Cemitério dos soldados do Exército Vermelho em Yelnya.

Ofensiva de Yelnya do Exército Soviético (30 de agosto a 8 de setembro de 1941) fez parte da Batalha de Smolensk durante a Operação Barbarossa da Alemanha Nazista na Guerra Germano-Soviética.
A ofensiva era contra o saliente semicircular de Yelnya, que o 4º Exército Alemão tinha estendido 50 quilômetros (31 milhas) ao sudeste de Smolensk formando uma área de preparação para uma ofensiva em relação a Viazma e, eventualmente, Moscou. Sob forte pressão em seus flancos, a Wehrmacht evacuou o saliente até o 8 de setembro de 1941, deixando para trás uma região devastada.
Como o primeiro reverso que a Wehrmacht sofreu durante Barbarossa e a primeira recuperação do território soviético pelo Exército Vermelho, a batalha foi coberta por propaganda nazista e soviética e serviu como um impulso moral para a população soviética.